# El Rescate
El Rescate es una localidad y pedanía española perteneciente al municipio de Almuñécar, en la provincia de Granada. Está situada en el extremo occidental de la comarca de la Costa Granadina.
El núcleo lo conforma varios diseminados.

## Demografía
Según el Instituto Nacional de Estadística de España, en 2022 El Rescate contaba con 36 habitantes censados, lo que representa el 0,13% de la población total del municipio.